# Kadurker

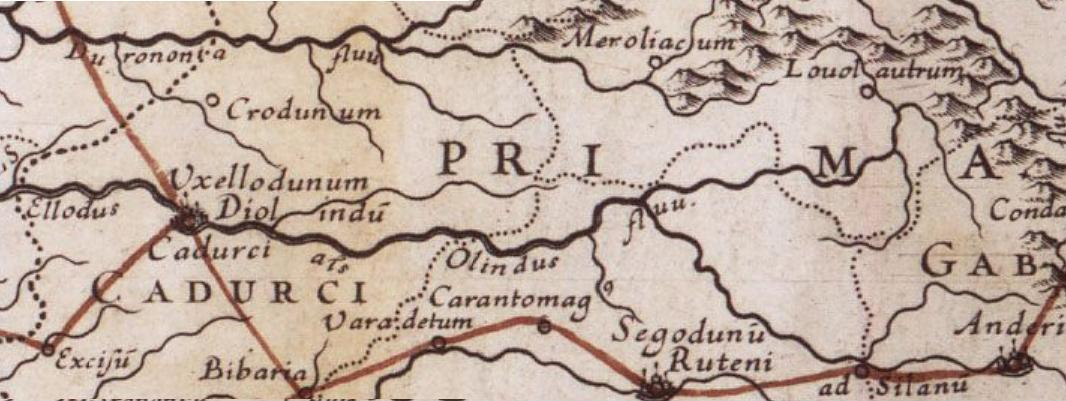
Cadurcer auf einer historischen Landkarte Frankreichs

Die Kadurker, auch Cadurcer (lateinisch Cadurci) waren ein keltischer Stamm, dessen Siedlungsgebiet zwischen Dordogne und Aveyron lag, im Quercy, einer früheren Provinz im Südwesten Frankreichs. Die benachbarten Stämme waren im Westen die Nitiobrogen und im Osten die Rutener. Ihr Hauptort war Uxellodunum, dessen genaue Lage bis heute unsicher und umstritten ist. Ein Unterstamm waren die Eleuteti Cadurci.
Der Arvernerfürst Vercingetorix hatte 52 v. Chr. auch die Kadurker zur Teilnahme am gesamtgallischen Krieg bewegen können. Zusammen mit anderen südgallischen Stämmen stellten sie unter der Führung ihres Fürsten Lucterius im Entsatzheer für Alesia ein Kontingent von rund 35.000 Kriegern. Uxellodunum war der letzte Ort, den Caesar während des gallischen Krieges im Jahre 51 v. Chr. eroberte, indem er die für die Verteidigung der Stadt lebensnotwendige Quelle blockierte.
Als Handwerker waren die Kadurker in Gallien besonders durch ihre Leinenmanufaktur berühmt; nach Strabon (Geôgraphiká, IV,2,2) und Plinius (Naturalis historia XIX,2) wurde sogar das Bettzeug (cadurcum) nach ihnen benannt.
Die Namen der Stadt Cahors (Département Lot), ursprünglich Divona Cadurcorum genannt, sowie der Provinz Quercy leiten sich von den Cadurci her.